# Нюйоркски университет
Нюйоркският университет (на английски: New York University) е частен изследователски университет, разположен в Ню Йорк, САЩ.
Основният му кампус се намира в Гринуич Вилидж в Манхатън. Основан е през 1831 г. от бившия финансов министър на САЩ Албърт Галатин. Нюйоркският университет е най-голямата частна нестопанска институция за висше образование в САЩ. В началото на XXI век в него се обучават над 50 000 студенти.
Състои се от 16 училища, колежи и институти, разположени в шест кампуса в Манхатан и Даунтаун Бруклин. Има филиали в Абу Даби, Лондон, Париж, Флоренция, Прага, Мадрид, Берлин, Акра, Шанхай и Буенос Айрес. Сред възпитаниците на това висше училище има 31 нобелови лауреати, 3 носители на Абелова награда, 16 носители на наградите „Пулицър“ и 19 съответно на „Оскар“, както и носители на наградите „Еми“, „Грами“ и „Тони“. Спортните клубове на НУ са известни като „теменугите“, като традиционните цветове на университета са лилаво и бяло. Талисман на университета е червеният рис.

## Галерия
- Училище по изкуства „Тиш“
- Училище по бизнес „Стърн“
- Училище по право
- Център за изпълнителски изкуства „Джак Скирбол“
- Баптистка църква „Джъдсън“
- Баптистка църква „Джъдсън“
- Университетска библиотека „Елмър Холмс Бобст“
- Център „Хагоп Кеворкян“
- Медицински център на Нюйоркския университет
- Общежития на Нюйоркския университет на „Уошингтън скуеър“

## Възпитаници
- Лин Аби, писателка
- Мохамед ел Барадей, дипломат
- Алън Грийнспан, икономист
- Джордж Ефинджър, писател
- Ма Индзиу, тайвански политик
- Израел Кирцнър, икономист
- Винсънт Скиавели, актьор
- М. Найт Шаямалан (р. 1970), режисьор
- Фридрих Хайек, икономист

## Преподаватели
- Маргарет Атууд, писателка
- Курт Закс, музиковед
- Израел Кирцнър, икономист
- Северо Очоа, биохимик
- Алън Сокал, физик
- Ерих Фром, психолог и философ
- Ричард Алън Ъпстейн, икономист